# XVI edició dels Premis Ariel
La XVI edició dels Premis Ariel, organitzada per l'Acadèmia Mexicana d'Arts i Ciències Cinematogràfiques (AMACC), es va celebrar el 22 de març de 1974 a Ciutat de Mèxic per celebrar el millor del cinema durant l'any anterior.
El principio va ser la pel·lícula més nominada i també la més premiada amb vuit victòries, inclòs un premi especial per a l’actor infantil Rogelio Flores. El principio va guanyar a la millor pel·lícula i al millor direcció. La doble pel·lícula guanyadora d'Ariel, Calzonzin inspector, dirigida per Alfonso Arau, va ser seleccionada per representar Mèxic als Premis Oscar de 1975, però no va ser nominada.

## Premis i nominacions
Nota: Els guanyadors estan llistats primer i destacats en negreta. ⭐
| Millor pel·lícula - El principio – Estudios Churubusco Azteca ⭐ - "Caridad" (episodi de Fe, esperanza y caridad) – Ediciones Germán Camus - El cambio – Departamento de Actividades Cinematográficas | Millor direcció - Gonzalo Martínez Ortega – El principio ⭐ - Jorge Fons – "Caridad" (episodi de Fe, esperanza y caridad) - Alfredo Joskowicz – El cambio                |
| Millor actor - Pancho Córdova – "Caridad" (episodi de Fe, esperanza y caridad) com Jacobo ⭐ - Sergio Jiménez – El cambio - Ignacio López Tarso – El Profeta Mimí com Ángel Peñafiel / Mimí           | Millor actriu - Katy Jurado – "Caridad" (episodi de Fe, esperanza y caridad) com Eulogia ⭐ - Ofelia Medina – El cambio - Lucha Villa – El principio com María del Rayo  |
| Millor coactuació masculina - Sergio Bustamante – El principio com Don Pancho ⭐ - Andrés García – El principio com Luciano - Alejandro Parodi – El principio com Leobardo López                      | Millor coactuació femenina - Lina Montes – El principio com Doña Cuca ⭐ - Carolina Barret – Calzonzin inspector as Doña Pomposa - Mercedes Carreño – Los perros de Dios |
| Millor argument original - El principio – Gonzalo Martínez Ortega ⭐ - El cambio – Leobaldo López - Los perros de Dios – Josefina Vicens                                                              | Millor guió adaptat - Los perros de Dios – Josefina Vicens ⭐ - El cambio – Luis Carreón and Alfredo Joskowicz - El principio – Gonzalo Martínez Ortega                  |
| Millor fotografia - Calzonzin inspector – Jorge Stahl Jr. ⭐ - Arde, baby, arde – Alex Phillips - El señor de Osanto – Gabriel Figueroa                                                               | Millor edició - El principio – Carlos Savage ⭐ - El cambio – Ramón Aupart - El profeta Mimí – Juan José Marino                                                          |
| Millor escenografia - Calzonzin inspector – José Luis González de León ⭐ | Millor banda sonora - El principio – Rubén Fuentes ⭐ - El cambio – Julio Estrada and Luis Celis - La muerte de Pancho Villa – José Antonio Alcaraz                      |
| Millor ambientació - En busca de un muro – Enrique Estévez ⭐ - Calzonzin inspector Víctor Fosado - El señor de Osanto – Lucero Isaac                                                                 | Millor curtmetratge - No nos moverán – Breni Cuenca ⭐ - Baja California: Paralelo 28 – Carlos Velo - De ayer y de mañana – Ángel Flores Marini                          |

## Múltiples nominacions i premis
Les següents sis pel·lícules reberen més d’una nominació:
| Nominacions | Premis                                         |
| ----------- | ---------------------------------------------- |
| 11          | El principio                                   |
| 8           | El cambio                                      |
| 4           | Calzonzin inspector                            |
| 4           | "Caridad" (episodi de Fe, esperanza y caridad) |
| 2           | El Señor de Osanto                             |
| 2           | El profeta Mimí                                |

Pel·lícula que han rebut diversos premis:
| Premi | Pel·lícula                                     |
| ----- | ---------------------------------------------- |
| 8     | El principio                                   |
| 2     | "Caridad" (episodi de Fe, esperanza y caridad) |
| 2     | Calzonzin inspector                            |